# Chiesa di San Biagio (Saludecio)
La chiesa di San Biagio, detta anche santuario del Beato Amato, è la parrocchiale di Saludecio, in provincia e diocesi di Rimini; fa parte del vicariato della Valconca. La chiesa conserva in un'urna di vetro le spoglie di Sant' Amato Ronconi.

## Storia
La prima citazione della pieve di Saludecio, attestata con il titolo di pieve di San Laudizio, risale al 1014; nel 1144 papa Lucio II, con la sua bolla, stabilì che la pieve saludecese rientrasse entro i confini della diocesi di Rimini.
Nel 1786 un forte terremoto compromise definitivamente la struttura della chiesa, già immiserita, danneggiata e depredata dalle truppe napoleoniche e dagli anticlericali.
Così, don Antonio Fronzoni decise di edificare una nuova parrocchiale e affidò il progetto al cesenate Giuseppe Achilli per conservare le spoglie del beato Amato Ronconi, patrono di Saludecio; la prima pietra della chiesa fu posta nel 1794 e i lavori vennero portati a compimento nel 1800.

## Descrizione

### Facciata
La facciata della chiesa, che è a salienti, presenta nella parte centrale quattro paraste suddivise in due registri, il portale d'ingresso e da una finestra murata in cui è presente un bassorilievo avente come soggetto Beato Amato, mentre nelle porzioni laterali si aprono gli ingressi secondari e due finestre di forma semicircolare.

### Interno
L'interno è caratterizzato dalla presenza di colonne, pilastri, paraste e lesene; al termine dell'aula si sviluppa il presbiterio, sopraelevato di tre gradini.
Opere di pregio qui conservate sono il dipinto ritraente la Processione del Santissimo Sacramento, eseguito da Guido Cagnacci nel 1628, la pala raffigurante i Santi Antonio Abate e Antonio da Padova, realizzata nel 1650 da Giovan Francesco Nagli, soprannominato Centino, la tela con soggetto la Decollazione del Battista, dipinta nel 1620 da Claudio Ridolfi detto il Veronese, e la tela di Sant'Antonio Abate, eseguita da Sante Braschi nel 1667.